# Staatliche Lehr- und Versuchsanstalt für Wein- und Obstbau Weinsberg

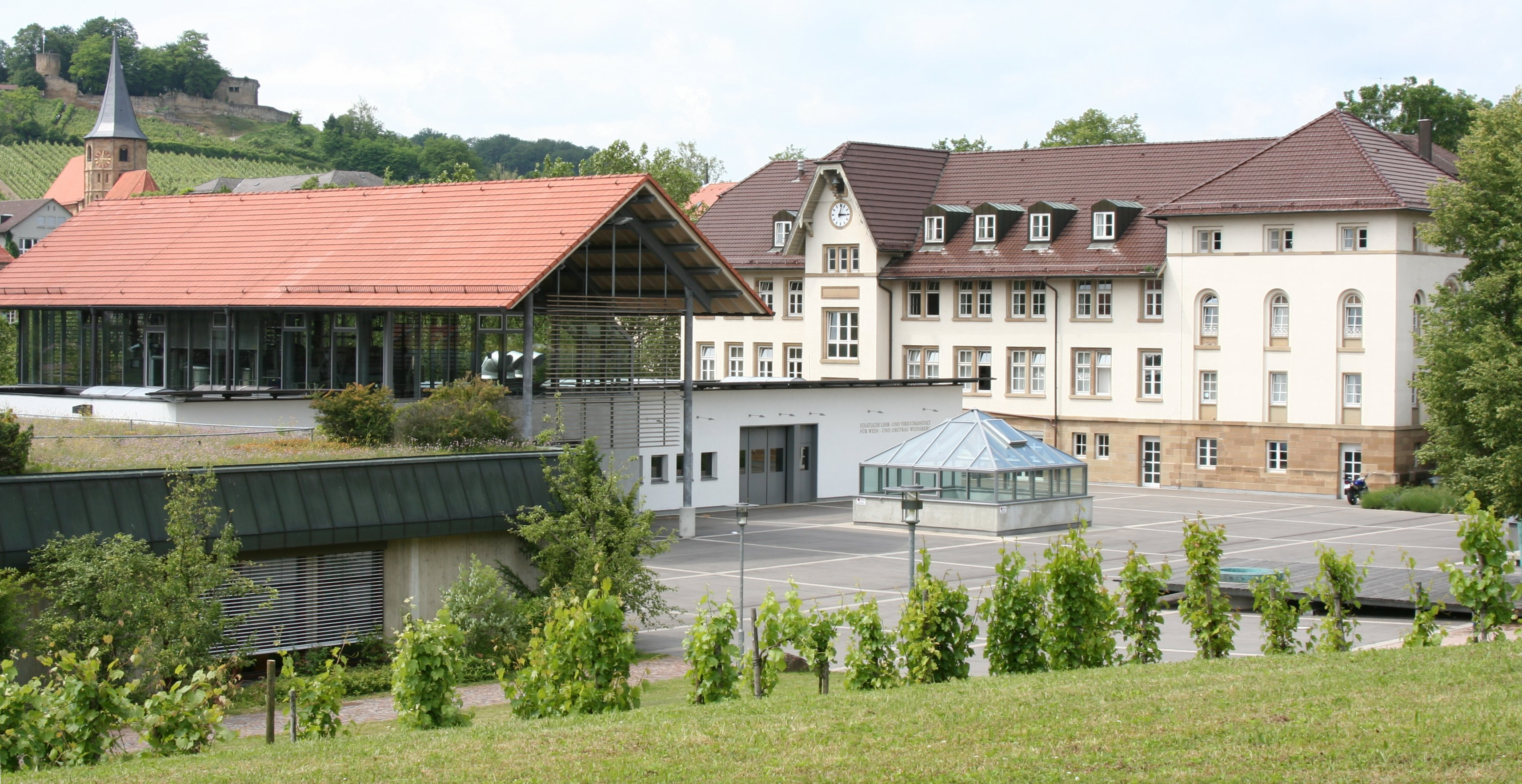
Gelände der LVWO in Weinsberg. Rechts der Altbau, in der Bildmitte die Kelter von 2002

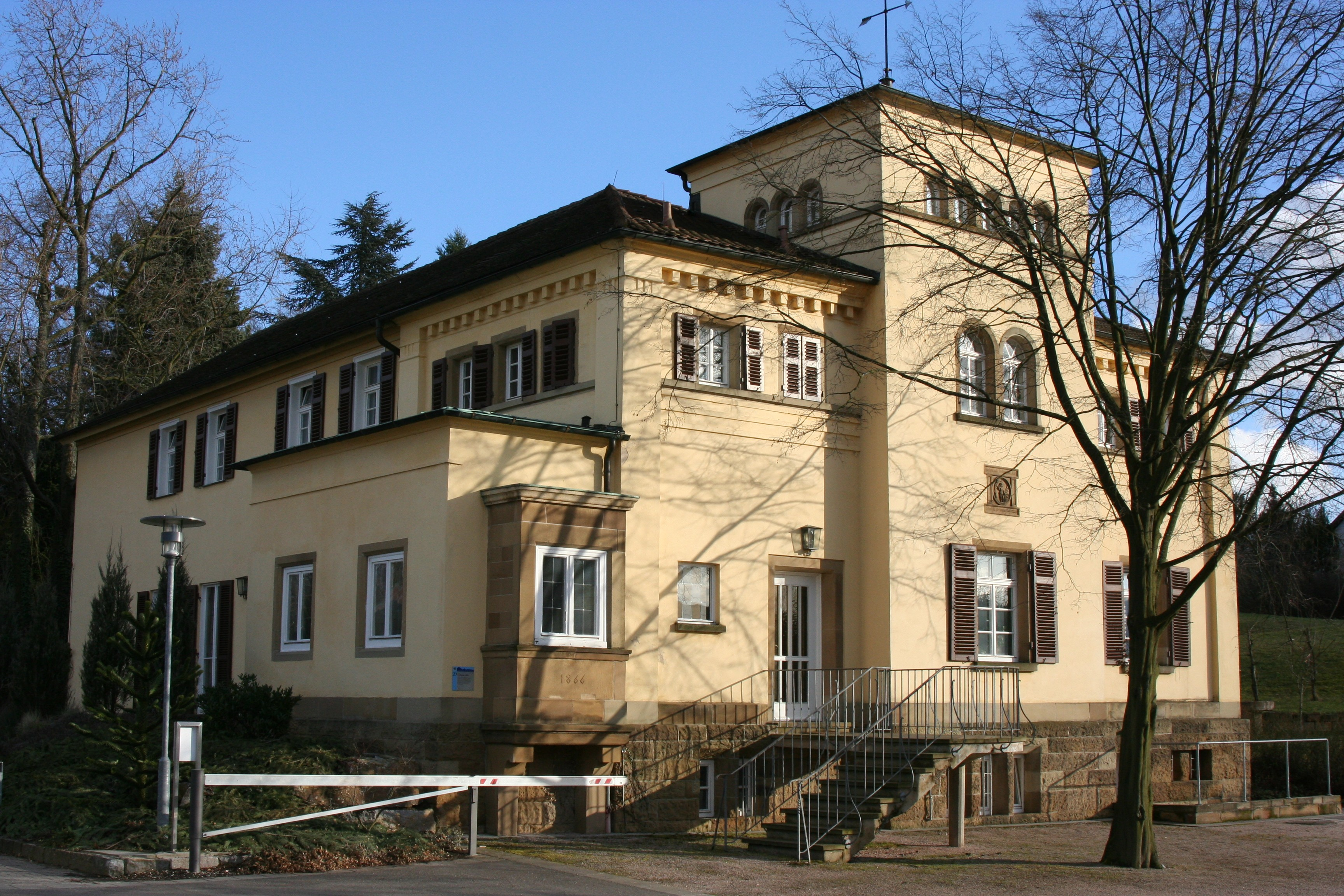
Die Hildtsche Villa auf dem Gelände der LVWO. Sie dient seit 1993 überwiegend als Wohngebäude für Schüler der Weinbauschule

Die Staatliche Lehr- und Versuchsanstalt für Wein- und Obstbau Weinsberg (LVWO) ist eine Ausbildungs- und Forschungseinrichtung für Wein- und Obstbau in Weinsberg, Landkreis Heilbronn, Baden-Württemberg.
Die als Königliche Weinbauschule 1868 gegründete Anstalt ist die älteste deutsche Wein- und Obstbauschule und als Weinbauschule in Weinsberg und Umgebung wohlbekannt. Geistiger Vater und Hauptinitiator dieser Weinbauschule war Immanuel Dornfeld. Ihren jetzigen Namen erhielt sie am 4. November 1952. Schüler aus ganz Deutschland und dem Ausland werden hier u. a. zu Weinbautechnikern ausgebildet, zudem bietet die DHBW Heilbronn seit Oktober 2019 in Kooperation mit der LVWO einen Bachelor-Studiengang Wein – Technologie – Management an. Die Fondazione Edmund Mach (ehemals Agrarinstitut) im italienischen San Michele all’Adige im Trentino ist ein Partnerinstitut der LVWO.
Eine weitere Aufgabe der LVWO ist die Forschung im Wein- und Obstbau, 1901 durch Gründung der Versuchsanstalt für Wein- und Obstbau unter ihrem Vorstand Richard Meißner begonnen, die 1924 der Lehranstalt angeschlossen wurde. Die Anstalt bewirtschaftet zu diesem Zweck in Weinsberg sowie in Abstatt (Burg Wildeck), Bad Friedrichshall (Domäne Heuchlingen) und Gundelsheim diverse Obstgüter und Weinberge.
Die Rebenzüchtung begann 1907 an der Württembergischen Anstalt für Rebenzüchtung und Rebenpfropfung in Offenau (ab 1926 mit Außenstelle in Lauffen am Neckar). Die Rebenzüchtungsanstalt wurde 1947 der LVWO angeschlossen. Einige bedeutende Rebsorten wurden an der Weinbauschule gezüchtet, darunter Heroldrebe (1929), Kerner (1929), Helfensteiner (1931), Juwel (1951), Dornfelder (1955), Cabernet Cubin (1970), Cabernet Mitos (1970), Acolon (1971), Cabernet Dorio (1971) und Cabernet Dorsa (1971). Die 1928 in einem Heilbronner Weinberg entdeckte Rebsorte Samtrot, eine Schwarzriesling-Variante, wurde 1929 von der Weinbauschule zur Vermehrung übernommen.
Der LVWO obliegen zudem die Führung der Weinbaukartei und die Qualitätsweinprüfung im Weinanbaugebiet Württemberg. Um die dazu nötige Analytik auf einen aktuellen Stand zu bringen, investiert das Land Baden-Württemberg 2019 über sechs Millionen Euro für ein neues Gebäude auf dem LVWO-Gelände sowie dessen Ausstattung.
Zum 1. Januar 2005 wurde die LVWO in einen Landesbetrieb umgewandelt. Seit 2008 findet hier die achtmonatige Ausbildung und Abschlussprüfung zum Weinerlebnisführer statt.
Auf dem Gelände der LVWO befindet sich eine Gedenktafel für 23 im Ersten Weltkrieg gefallene ehemalige Weinbauschüler. Die Tafel wurde von dem Weinsberger Bildhauer Albert Volk gestaltet.

## Staatsweingut
Die von der Weinbauschule hergestellten Weine und Sekte werden seit 1995 unter der Bezeichnung Staatsweingut Weinsberg vermarktet. Das Staatsweingut bzw. die LVWO ist seit 1971 Mitglied des Verbands Deutscher Prädikatsweingüter (VDP). Die rund 40 ha Rebfläche sind zu 20 % mit Riesling, zu je 14 % mit Lemberger und Burgundersorten, zu 9 % mit Trollinger und zu 43 % mit den übrigen Rebsorten bestockt. Erste Lagen des Staatsweingutes sind Burg Wildeck in Abstatt, Himmelreich in Gundelsheim und Schemelsberg in Weinsberg. Etwa 250.000 Flaschen werden jährlich abgefüllt.

## Vorstände und Direktoren
- Christian Single (22. Februar 1868 bis 1. September 1869)
- Johannes Mühlhäuser (2. September 1869 bis 31. August 1895, bis 15. Mai 1871 kommissarisch)
- Heinrich Schoffer (1. September 1895 bis 1. August 1914, 5. Dezember 1916 bis 28. April 1928)
- Wilhelm Mährlen (2. August 1914 bis 4. Dezember 1916, kommissarisch)
- Friedrich Gräter (16. Januar 1929 bis 1. August 1946)
- Ernst Klenk (18. November 1946 bis Februar 1970)
- Gerhard Götz (28. Februar 1970 bis 1. März 1995)
- Günter Bäder (ab 1. März 1995 bis 30. Januar 2017)
- Dieter Blankenhorn (ab 1. Februar 2017)[5]